# 左のオクロック!!
『左のオクロック!!』（ひだりのオクロック）は、新谷かおるによる日本の漫画、およびそれを原作としたOVA作品である。

## 概要
『月刊少年キャプテン』（徳間書店）で1988年に連載された。単行本は全2巻、MFコミックス版は全1巻が刊行されている。
平穏な日常生活に疑問を感じる1人の高校生が、自分探しを目的にバイクに乗って旅に出るツーリング作品で、旅先で出会う様々な人々の情や恩、そして帰る場所で待ち続ける人の思いがバイクを通じて主人公を成長させていく日々を描く。作者の別作品『ふたり鷹』と同じくバイクを主題にしているが、作品の方向性はまったく異なっており、バイク初心者向けのツーリングドラマとしてまとめられている。

## あらすじ
主人公・篠崎由宇は高校2年生の優等生。しかし、最近の彼自身は何かが行き詰っていた。自分が何をしたいのか?　自分が何者なのか?　反抗期にも似た、しかしそんな疑問もバカバカしくも感じる達観した自分。やがて彼は部屋に引きこもるようになり、久しぶりに登校したかと思いきや、試験の答案を全教科白紙で提出してしまう。彼の通う校舎のてっぺんには大きな素通しの時計がある。その時計が影を落とし、生徒達はその影で時刻を知り、その時刻に従って行動をする。 
「何かが嫌だ…　みんなと同じ右回りの時計は嫌だ…」
由宇はこの単調な生活から抜け出すために、突然思いつきで買い与えられて放置されたままになっていたバイク、ヤマハ・セロー225に乗って旅に出る。この時初めて、彼は左回りの行動をしてみたのだった。

## 登場人物
※声優は後述するOVA版のものである。
篠崎 由宇（しのざき ゆう）
声：佐々木望
本作の主人公。愛車はオフロードタイプのヤマハ・セロー225（ほとんど乗っておらず、ツーリング出発前は埃が積もっていた）。自分の進むべき道を見失った結果、高校を休学してツーリングを開始する。
父親が弁護士のため、法律やトラブルの対応・警察内の隠語などに詳しい。大人の嘘や偏見には敏感で、上から目線で押さえ込もうとする大人に噛みつく一面もある。とはいえ、非行に走るほど向こう見ずでもない性格（吾一いわく、「頭が良すぎる」）。
自身の知らない事柄に関してはイージー・ミスを起こすことも多いが、短期逗留したアルバイト先で紹介状を書いてもらい次の短期逗留先での短期アルバイト契約を成立させやすくしたり、バイト先の女性従業員と（弟分的な立場として）仲良くなったりと世渡り上手な一面も見せる。
尾形 吾一（おがた ごいち）
声：松本保典
北海道で由宇と出会い、共にツーリングするバイク乗り。中学卒業後に板前の仕事へ就職したが退職し、日本一周ツーリングを始めた。要領が悪く由宇と出会う前は8割がた野宿していた。
愛車はスズキ・RG250Γ(ガンマ) 初代。天涯孤独な身の上だそうだが能天気で悩まない性格。喧嘩っ早いところもあり、中学時代にヤクザ3人血祭りにあげたと吹いているほか、長崎での板前仕事時に質の悪い地上げ屋相手に包丁を向けようとしたこともある。思考が基本的にバイク中心で、相手が乗っているバイクや所有している免許証を判断基準にしている一面もある。
葵（あおい）
声：荘真由美
由宇の通う高校の風紀委員で幼馴染のしっかり者。後に由宇のツーリング中に交通事故に遭い、輸血のため由宇は吾一のガンマを借りて一時帰京する事態となった。
篠崎 萌（しのざき もえ）
声：鶴ひろみ
由宇の姉で大学生。愛車はカワサキ・KLR250。自分の進むべき道を見失っている由宇を見かね、鉄雄に依頼して由宇をツーリングに出るように仕向けた。キツい性格ながらも、由宇の成長を暖かく見守る。
最終話では鉄雄と同棲しており、第一子を懐妊している。
神田 鉄雄（かんだ てつお）
声：広中雅志
萌の先輩。大学生だがバイクにハマりこんで2年留年している。愛車はスズキGSXカタナ1100。車検もあるバイクのためにバイト三昧で授業に出ず、テスト前になると萌にストリート・レースを仕掛けて講義のノートをせびっているが、萌の想いに対しては鈍感で気付いていない。由宇がセローのエンジンがかからず立ち往生しているところに出くわし、有料で助ける。エンジンはかかったものの危なっかしいことこの上ない由宇を見ていられず、バイク乗りとしての啓蒙を行う。なお、エンジン不動の原因は車体のキルスイッチを切ったままだったこと。
真紀（まき）
声：林原めぐみ
ボーイッシュな容姿と性格の少女で、由宇にツーリングのいろはを教えた。実はまだ15歳で無免許である。
真紀の祖父
声：槐柳二
東北地方の温泉のある土地の地主。独自に温泉を採掘調査していた。
須藤（すどう）
声：飯塚昭三
真紀の祖父と交渉していた温泉業者。乱暴な手口を使うが、見つかった源泉が地滑りで埋まってしまったと聞くと引き上げていった。
二階堂 純子（にかいどう じゅんこ）
北海道で牧場を営む一家の次女。3年前に起きた事件からバイク乗りに良い印象を持っていない。フェリー乗り場で車のタイヤがパンクして姉と共に困っているところを由宇が（間違えて買った四輪用）パンク修理材を提供した。お返しにとキャンセル待ちしていた由宇のセローを車に積んでもらう。北海道に着いてから財布を落としていたことに気づいた由宇が牧場でバイトとして世話になるも、彼女の駆け落ち（実質は家出）騒動にまで巻き込まれることになる。
この騒動では許婚役の坊ちゃんに追い回された末、山道から転落するも牧場の連中に見つけて貰えた。バイクは大破してしまったが、お礼と言うことで修理に出してくれた。
保夫、典ちゃん（やすお、のりちゃん）
宗谷岬で由宇がカメラのシャッターを切ったカップル。彼らが落とした遺書を拾い、急遽追跡する騒動となるが、自殺を実行する前に止めることに成功する。
健太郎（けんたろう）
由宇と吾一がアルバイトした温泉旅館「桃屋」の若旦那。母親の死後、後添いに入った女性が認められずグレていた。挙句の果てに旅館の権利書まで持ち出し吾一とケンカレースに至ったが、由宇に先回りされ母親の事情（先妻には子供が出来ず、後妻が実母だった）を聞いたことで態度を改める。
麻美（まみ）
声：富沢美智恵
地上げに狙われている長崎の割烹料理屋「小菊」の娘。父親が入院中で母と二人、店を切り盛りしていた。店先で熱を出した由宇を助けたことが縁で、吾一が板前として協力することになった（ただしOVAには長崎編は無いのでこの人物は出て来ない）。
由宇たちの協力で地上げ屋に狙われた商店街を丸ごと商業ビルにすることで切り抜けたが、父親が病み上がりで本調子ではないことを手紙で知らされた結果、吾一は高知で由宇と別れて長崎に戻る。
丸富士（まるふじ）
「小菊」のある商店街全体を地上げしてビルを建てようとしている地上げ屋。ロールスロイスを店先に突っ込ませて借金の代わりに土地を手に入れようとしたが、由宇のアイデアに自分の敗北を認められず大暴走した。
田辺桜子、中村桜（たなべ さくらこ、なかむら さくら）
鹿児島の交通課刑事と婦警。由宇と吾一が鹿児島に着いた時、職務質問してきた。その理由は前日にバイクの2人連れによる車上荒らしがあったためだった。
宮田由紀、美香（みやた ゆき、みか）
宮崎でバイク屋店員をしている女性とその娘。由紀は女性ライダーチーム「ミンクス」のリーダーで、愛車はビモータ・DB-1。過去に駆け落ちしたが、妊娠中に夫が死亡。娘の美香は夫の実家に引き取られて決められた日にしか会えなかった。
美香は祖父に溺愛されているが、初潮を迎えた不安に相談できる相手もおらず、自殺を図る騒ぎを起こした。
大山、由紀（おおやま、ゆき）
播摩観光バス高知営業所の運転手と添乗員を務める親子。大山は歌手志望の由紀との意見の相違で荒れており、職務中に飲酒を繰り返していた。ある日事故を起こしてしまうが、状況を鑑みての異動となる。
由紀は社長自ら後援会長となって民謡歌手としてデビューすることが決まる。
日向五月（ひゅうが さつき）
東京に戻る由宇と知り合った女性ライダー。愛車はBMW・K1000。横浜まで同道することになるが、浜名湖のトンネルで姿を消す。由宇はトンネル内で見つけたピアスを横浜で海に投じた。
由宇の父
声：田中和実
職業は企業専門の弁護士で、家庭では典型的な亭主関白である。原作ではその後、渡米している。
由宇の母
声：高木早苗
専業主婦で名前は「可奈子」。気が弱く涙脆い性格で、家庭内でのトラブルに関しては娘の萌に頼りがちである。夫の渡米に同行する。
ばあや
声：大野由佳
運転手
声：郷里大輔
先生
声：阿部道子
教務主任
声：平野正人

## OVA版
全2巻のOVAが1989年に徳間ジャパンから発売された。 

### サブタイトル
- Vol.1「旅立ち」、「ビギナーズ・ラック」
- Vol.2「V（ピース）記念日」、「Γ（ガンマ）・エキスプレス」

### スタッフ
- 監督：マップ1：井上脩、マップ2：桜井弘明
- 製作：山下辰巳
- 企画：和田豊、尾形英夫
- プロデューサー：吉田祥三、関正博
- 脚本・監修：芹川有吾
- 音楽：渡辺博也
- キャラクターデザイン：上條修
- 作画監督：マップ1：須田正己、マップ2：上條修
- 美術監督：渋谷幸弘
- 撮影監督：渡辺英俊
- 音楽ディレクター：神井裕行
- アシスタントプロデューサー：菊川幸夫、大串京子
- 制作担当：平賀豊彦
- 原画：

マップ1：内田広之、別所誠人、長谷川直、伊藤良明、日野隆文
マップ2：飯野利明、長谷川浩司、白川宏、梅津行則、大原和男
- 動画：大熊裕美、鈴木利正、滝田明美、吉田啓子、中田正彦
- 背景：

マップ1：石垣プロダクション、光元博行、高島健一、大槻恭子、桑原悟
マップ2：片野坂悟一、木原祐爾、下元智子、村上律子、井芹達朗
- 仕上：長谷川悦子、坂本正美、鮫島信子、森山政子、望月涼子
- 特殊効果：前川孝
- 色指定：三橋曜子
- タイトルデザイン：クリエイティブサノ・ジャパン
- 撮影：ティ・ニシムラ、斉藤聡司、伊藤誠、山佐聡、眞木朱深
- 編集：谷口肇、瀬山武司
- オーディオディレクター：田中英行
- 録音：阿部幸男
- 音響効果：今野康之
- 制作デスク：長牛豊
- 制作進行：相馬学  松井仁之
- 録音スタジオ：アバコクリエイティブスタジオ
- 編集：東映化学
- 協力：徳間書店『少年キャプテン』編集部、青二プロダクション
- 制作：東映動画、徳間ジャパン

### 主題歌
オープニングテーマ「Ride On Heart」
作詞：渡辺なつみ / 作曲：KIM / 編曲：渡辺博也 / 歌：山中のりまさ
エンディングテーマ「Good Luck & See You Again」
作詞：渡辺なつみ / 作曲：KIM / 編曲：渡辺博也 / 歌：山中のりまさ